# Fraise de Carpentras
La Fraise de Carpentras Comtat Venaissin, dite populairement fraise de Carpentras, est une marque déposée à l'Institut national de la propriété industrielle (INPI) et exploitée depuis 1987 pour identifier commercialement les productions de fraises des agriculteurs adhérents à la Confrérie de la Fraise de Carpentras et du Comtat Venaissin. Les trois principales variétés cultivées autour de Carpentras, dans le département français de Vaucluse en région Provence-Alpes-Côte d'Azur, dans la plaine du Comtat Venaissin sont la Cléry, la Gariguette et la Ciflorette.

## Historique

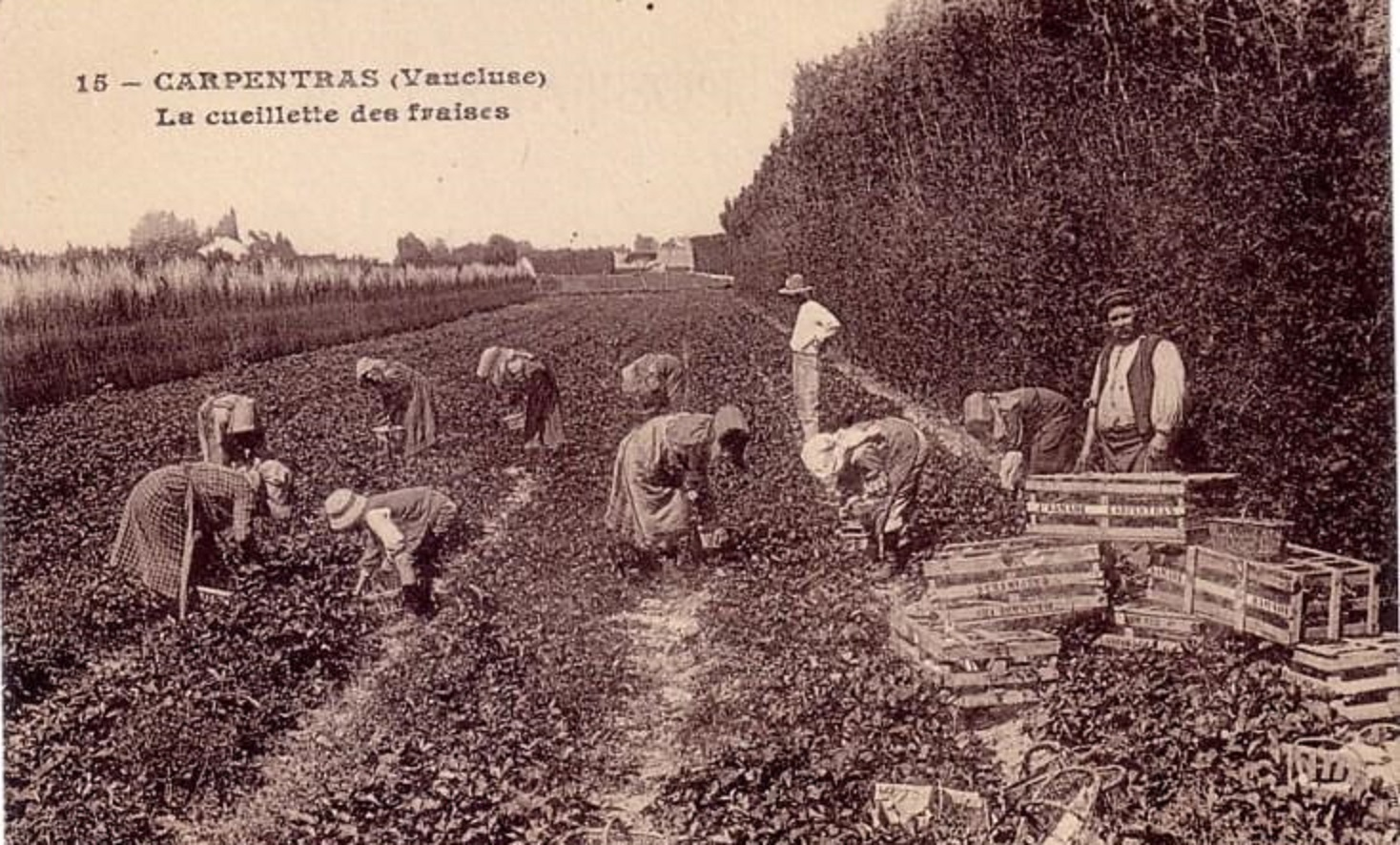
Récolte de fraises à Carpentras au début du XXe siècle

L'importance de la culture de fraisiers dans le Comtat Venaissin, dont la récolte s'étend de fin février à mi-juillet classe celui-ci en tête dans la région Provence-Alpes-Côte d'Azur. Ce type de culture a commencé à la fin du XIXe siècle grâce aux possibilités d'irrigation offertes par la mise en eau du canal de Carpentras dès 1857. Proposé en primeur dans tous les marchés de France, elle fournit aussi les confiseurs (confiture, fraise confite, sirop, berlingot).

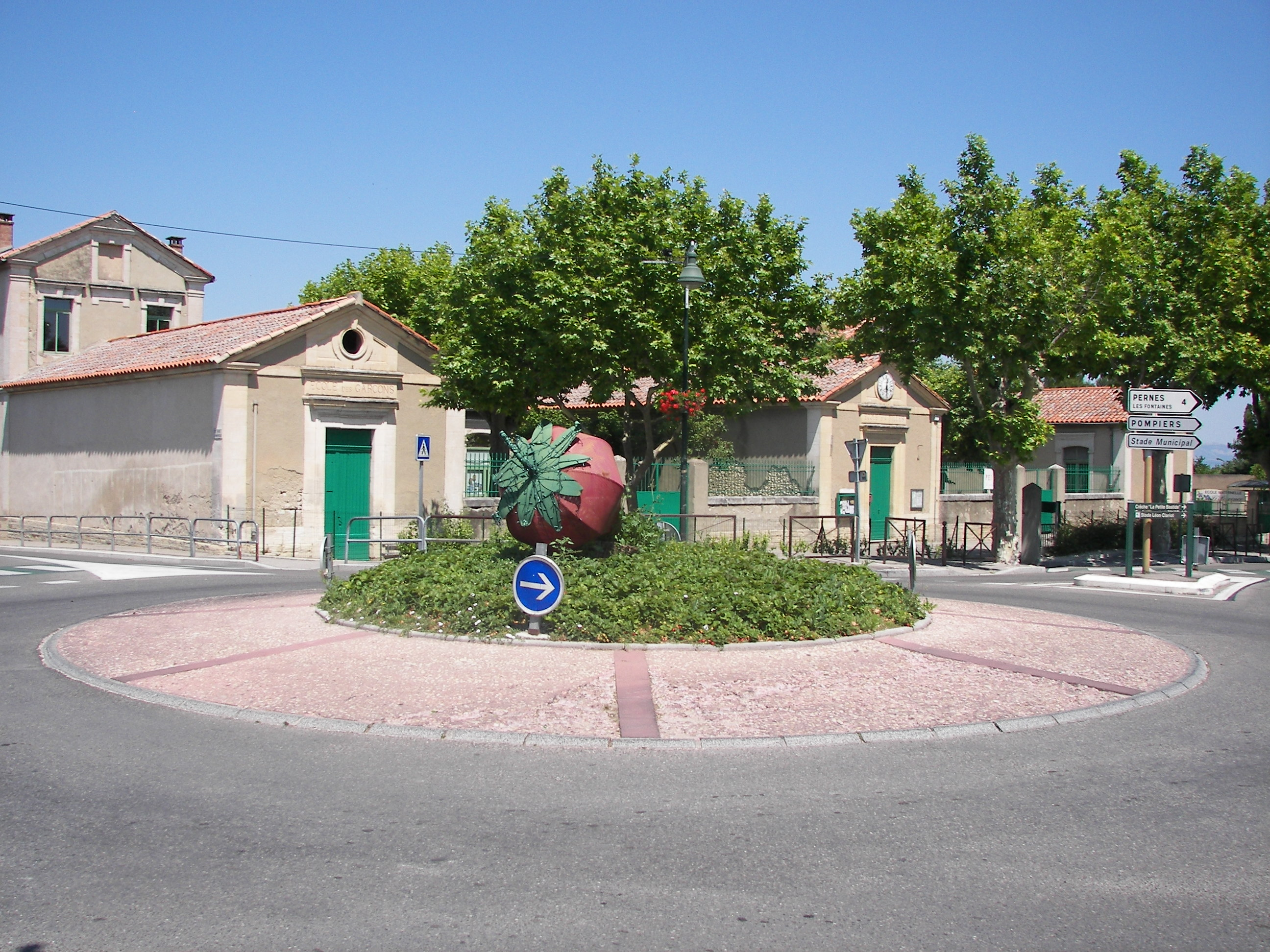
Rond-point de la fraise à Velleron, entre Carpentras et Pernes
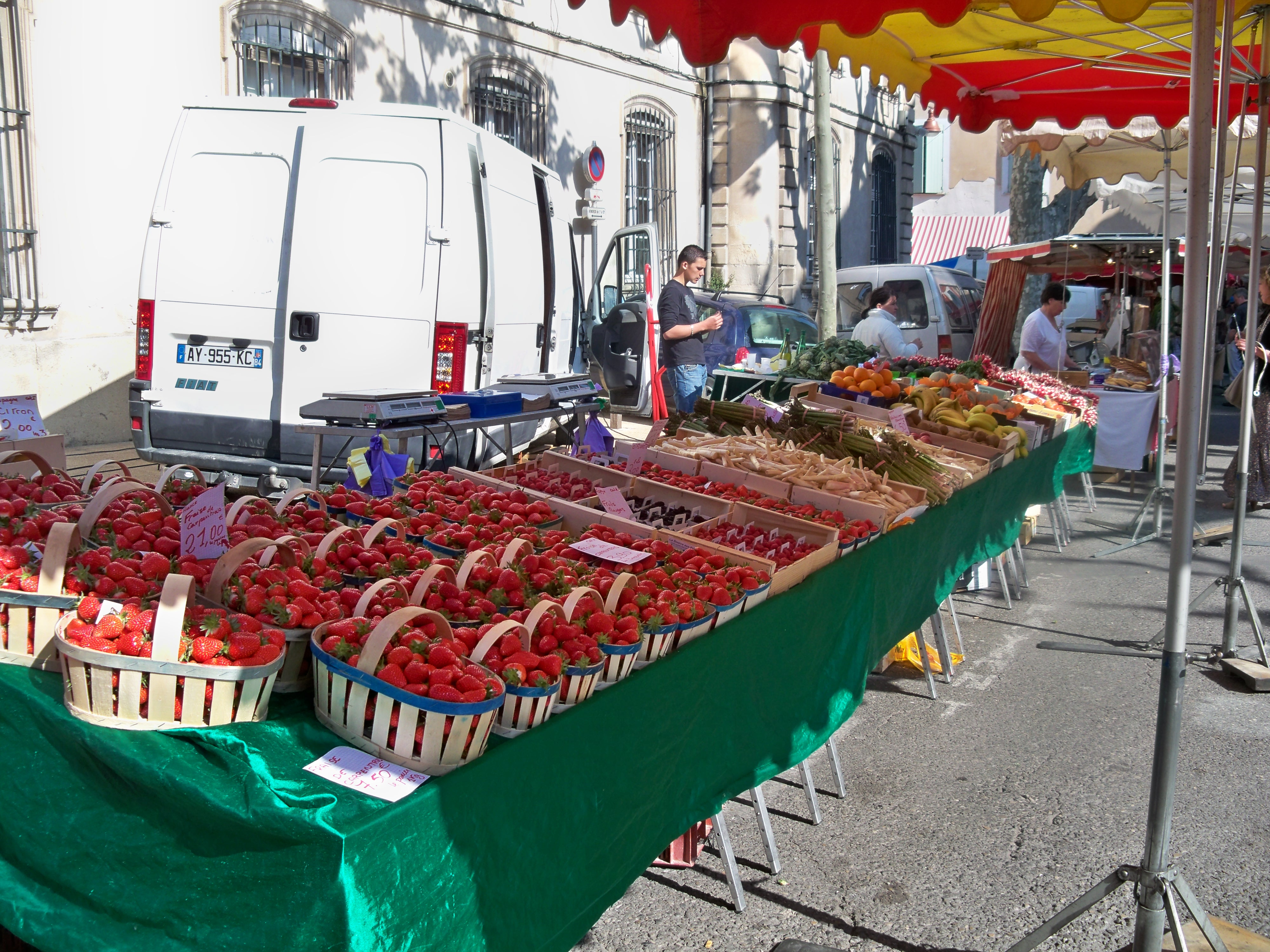
Fraises au marché de Carpentras
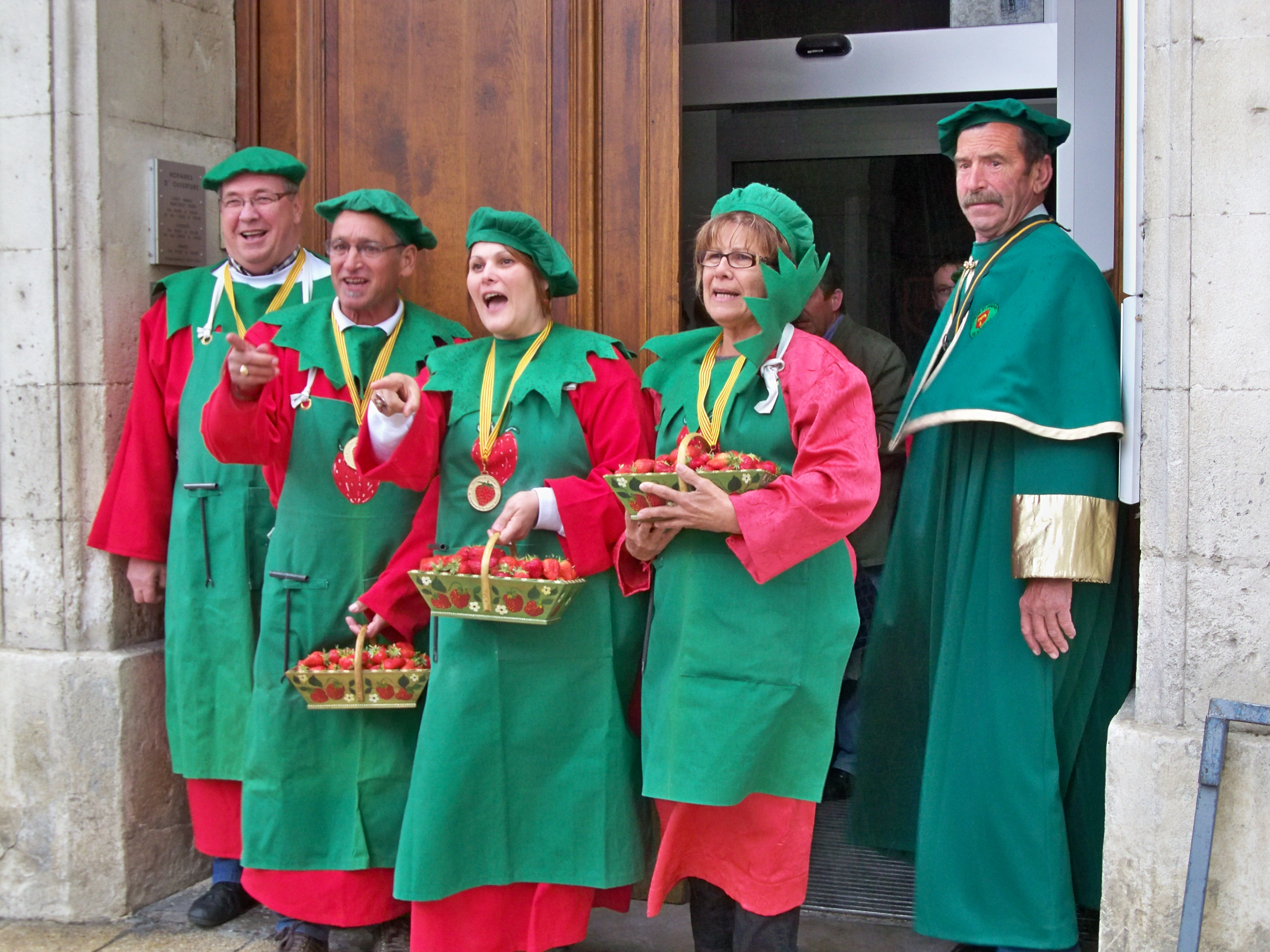
Confrérie de la Fraise de Carpentras et du Comtat Venaissin

## Fête de la fraise
Chaque année, à la mi-avril, se déroule à Carpentras la « Fête de la fraise » au cours de laquelle défile la Confrérie de la Fraise de Carpentras et du Comtat Venaissin.